# Zadnia Soliskowa Turnia
Zadnia Soliskowa Turnia (słow. Zadná Solisková veža, niem. Hinterer Soliskoturm, węg. Hátsó Szoliszkótorony) – turnia o wysokości ok. 2350 m n.p.m. znajdująca się w Grani Soliska w słowackiej części Tatr Wysokich. Od Soliskowych Czub oddzielona jest Pośrednią Soliskową Ławką, a od Skrajnej Soliskowej Turni oddziela ją Niżnia Soliskowa Ławka. Zadnia Soliskowa Turnia jest wyłączona z ruchu turystycznego, na jej wierzchołek mają wstęp jedynie taternicy.
Zadnia Soliskowa Turnia jest wyższą z dwóch Soliskowych Turni znajdujących się w Grani Soliska (Skrajna Soliskowa Turnia jest niższa o ok. 8 m). U jej stóp znajduje się Soliskowy Ogród – duży, skalisty taras, który znajduje się nieco powyżej Doliny Młynickiej. Dla taterników stanowi on punkt wyjściowy do wschodnich ścian Soliskowych Turni i północno-wschodniej ściany Małego Soliska.

## Historia
Pierwsze wejścia turystyczne:
- Günter Oskar Dyhrenfurth i Hermann Rumpelt, 10 czerwca 1906 r. – letnie,
- Gyula Hefty i Lajos Rokfalusy, 25 marca 1913 r. – zimowe.